# Friends of Animals
Friends of Animals, FOA (рус. Друзья животных) – расположенная в штате Коннектикут американская организация, защищающая права животных. Создана Элис Херрингтон в 1957 году в Нью-Йорке для защиты кошек и собак. Организация предлагала стерилизацию животных по низкой стоимости с целью уменьшения численности бездомных собак и кошек. Постепенно FOA включила в свою деятельность защиту и сохранение диких животных, а также кампании за права животных в целом.

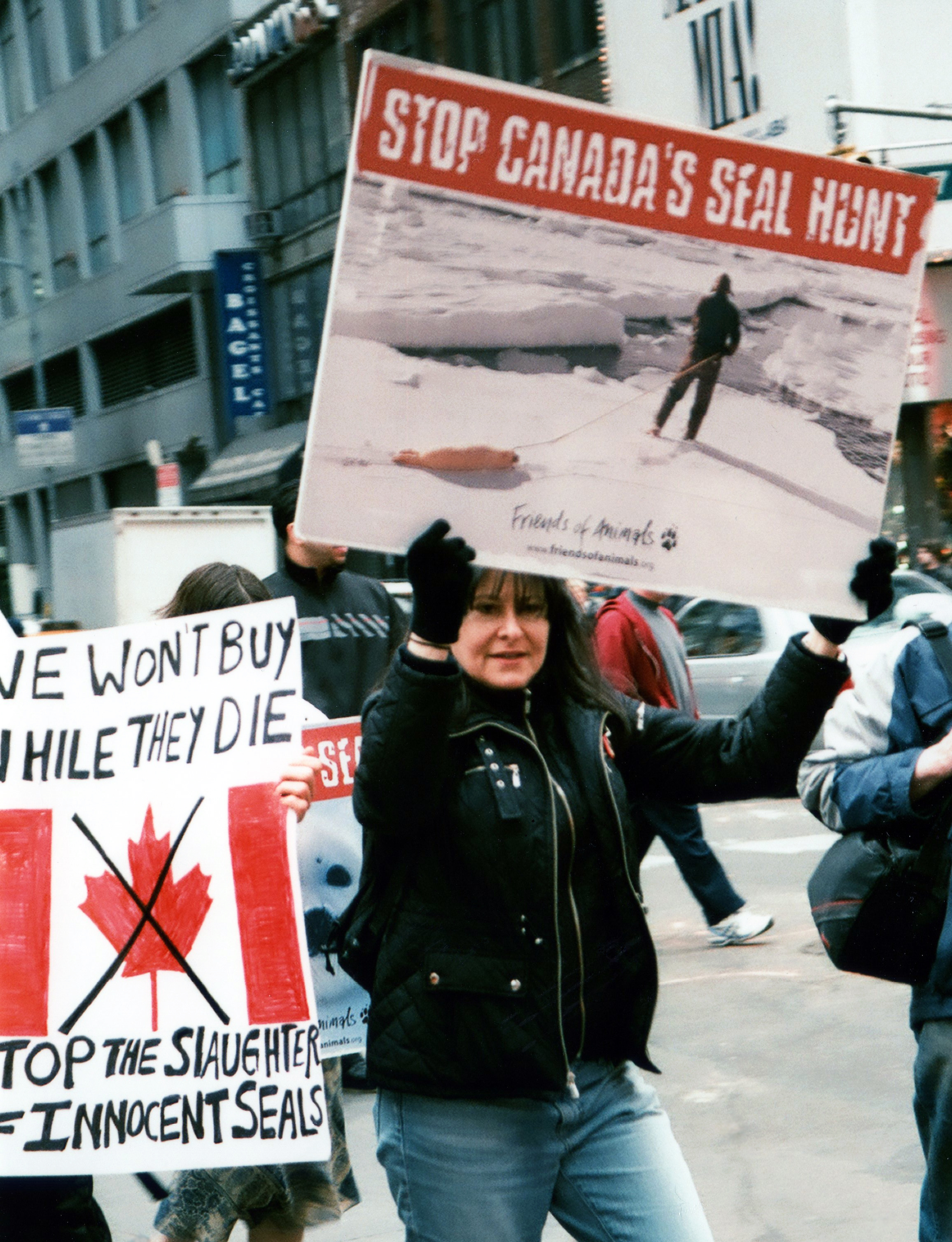
FOA протестует против охоты на тюленей

Гэри Франсион пишет, что Херрингтон стала одним из первых членов современного движения за права животных, осознавшим разницу между кампаниями за права и благосостояние животных. Херрингтон оставила FOA в 1986 году.
В 1981 году FOA, наряду с United Action for Animals, содействовала представлению в Конгрессе   законопроекта, способствующего развитию альтернатив опытам на животных и созданию Национального центра альтернативных исследований.  Франсион пишет, что против документа возражали почти все учреждения, использующие животных, поскольку считали, что он приведёт к сокращению финансирования опытов на животных, и в итоге законопроект был отклонен.